# Nove (chaîne de télévision)
Nove est une chaîne de télévision italienne fondée en janvier 2015 par le groupe Warner Bros. Discovery. Elle est gratuite.
Le directeur est Aldo Romersa.

## Histoire

### Deejay TV (première version)
Deejay TV est une chaîne de télévision italienne fondée le 10 juin 2002 par Elemedia S.p.A. Elle est lancée sur la TNT italienne et Tivù Sat en 2009. Elle est rachetée par Discovery Italia en 2015.

### Nove
La chaîne est renommée Nove le 22 février 2016.
Le 3 octobre 2016, le logo Deejay TV est retiré du O, la chaîne abandonnant la marque Deejay (propriété du Groupe L'Espresso).
Nove est lancé en haute définition le 5 janvier 2017 sur la TNT, le 1er mars sur Sky Italia et le 27 février sur Tivùsat.

## Deejay TV (seconde version)
Elemedia lance une seconde version de Deejay TV le 14 janvier 2018, sur le canal 69 de la DTT et 714 de Sky Italia.
Le 1er juillet 2019, la chaîne cesse sa diffusion sur Sky Italia.
Depuis le 22 juillet 2019, Deejay TV est diffusé exclusivement en haute définition.